# Mikhaïl Boguine
Mikhaïl Sinaïevitch Boguine (russe : Михаил Синаевич Богин), né le 4 avril 1936 à Kharkov en RSS d'Ukraine, est un réalisateur et scénariste soviétique puis russe.

## Biographie
Il est né le 4 avril 1936 à Kharkov en RSS d'Ukraine. Au début de la Grande Guerre patriotique, il est évacué avec ses parents, l'ingénieur Sinaï Abramovitch Boguine (1905- ?) et la styliste Anna Zinovievna Lokchina (1909- ?), à Sverdlovsk. Son père travaille au Commissariat du peuple à l'ingénierie moyenne de l'URSS (Наркомате среднего машиностроения СССР).
En 1954-1956, il étudie à l'Institut polytechnique de Leningrad.
En 1962, il est diplômé du département de mise en scène du VGIK (atelier de Lev Koulechov).
En 1975, il quitte l'URSS.

## Filmographie

### Réalisateur
- 1965 : Les Deux Amoureux (ru) (Двое) (court métrage)
- 1967 : Zossia (ru) (Зося)
- 1970 : De l'amour (ru) (О любви)
- 1973 : Je cherche un homme (ru) (Ищу человека)
- 2006 : La Maison sur le quai des Anglais (Дом на Английской набережной)

### Scénariste
- 1965 : Les Deux Amoureux (ru) (Двое) (court métrage)

### Acteur
- 1981 : L'Œil du témoin (Eyewitness) de Peter Yates : Chlomo Kouprine